# عمر مصطفى
عمر مصطفى (بالسويدية: Omar Mustafa)‏ هو سياسي سويدي، ولد في 23 مارس 1985 في لبنان. حزبياً، نشط في حزب العمال الديمقراطي الاشتراكي السويدي.